# Bahnhof Saint-Louis-la-Chaussée
Der Bahnhof Saint-Louis-la-Chaussée (bis 1958 Blotzheim-Neuweg) ist ein Bahnhof im Ortsteil Neuweg der Gemeinde Saint-Louis im elsässischen Département Haut-Rhin. Er liegt an der Bahnstrecke Straßburg – Basel und der ehemaligen Bahnstrecke Waldighofen–Saint-Louis.
Gleis 1 wird von den Zügen nach Basel bedient, Gleis 2 von den Zügen nach Mulhouse, das dritte Gleis im Westen wurde nach der Stilllegung der Bahnstrecke nach Blotzheim – Waldighofen überbaut.

## Umgebung
Das Terminal des EuroAirport Basel Mulhouse Freiburg befindet sich etwa 1500 Meter entfernt in südwestlicher Richtung und ist zu Fuß in etwa 20 Minuten erreichbar.
Das Naturschutz- und Naherholungsgebiet Petite Camargue Alsacienne befindet sich in etwa 10 Gehminuten entfernt nordöstlich vom Bahnhof, der Canal de Huningue in etwa 20.

## Verkehr
Lediglich die Regionalzüge des TER Grand Est Fluo bedienen den Bahnhof. Die Züge verkehren in einem groben Stundentakt, zu den Hauptverkehrszeiten im Halbstundentakt. Der beschleunigte TER200, welcher Basel im Stundentakt mit Mulhouse, Colmar, Sélestat und Straßburg verbindet, hält nicht am Bahnhof Saint-Louis-la-Chaussée.
- TER Mulhouse – Saint-Louis – Basel St. Johann – Basel SNCF

Die Bushaltestellen Prairie und Monument vom regionalen Busnetz Distribus befinden sich beide ca. fünf Gehminuten entfernt vom Bahnhof.
- 5 Saint-Louis, Saint-Exupéry/Lycée – Saint-Louis, Gare – (Saint-Louis, Prairie –) Bartenheim, République